# Mirosław Miller
Mirosław Miller – Dyrektor Międzynarodowego Laboratorium Silnych Pól Magnetycznych i Niskich Temperatur PAN we Wrocławiu.
Mirosław Miller jest specjalistą w obszarze wysokotemperaturowych procesów chemicznych, fizykochemii związków nieorganicznych, wysokotemperaturowej spektrometrii mas (KEMS) i nanomateriałów.
W 1979 obronił doktorat na podstawie pracy Spektrometria mas i parowanie cyjanków litowców oraz cyjanku miedzi (I), rozprawa habilitacyjna obroniona w 1998 nosiła tytuł Badania termodynamiki układów halogenków metali metodą wysokotemperaturowej spektrometrii mas. Adiunkt i profesor na Wydziale Chemicznym Politechniki Wrocławskiej (1979-2012), profesor w Instytucie Energetyki w Warszawie (2006-2008),inicjator i twórca Dolnośląskiego Centrum Zaawansowanych Technologii (2004-2007), Prezes Wrocławskiego Centrum Badań EIT+ (2008-2012). Stypendysta Fundacji Humboldta w FZ Jülich, Niemcy (1986-1987), stypendysta Fundacji Welcha, Texas A&M University (1993). Członek m.in.: Międzynarodowej Rady Naukowej Niemieckiego Centrum Badań Biomasy w Lipsku, Członek Rady Naukowej Europejskiego Towarzystwa Cienkich Warstw (EFDS), edytor „Biomass Conversion and Biorefinery” (Springer), członek Rady Kuratorów Polsko-Niemieckiego Centrum Badań Prawa Publicznego i Ochrony Środowiska. Ewaluator Programu Horizon 2020, oraz ekspert Komisji Europejskiej ds. inteligentnych specjalizacji.
Autor ponad 100 publikacji naukowych, ponad 500 cytowań według SCI. Jako twórca i prezes Wrocławskiego Centrum Badań EIT+ (powstałego w 2007 roku) organizował i prowadził unikalne w Polsce przedsięwzięcie rozwijające innowacje i technologie na styku uniwersytetów, biznesu i samorządów. W latach 2009–2012 kierował m.in. kluczowymi projektami Programu Operacyjnego Innowacyjna Gospodarka (DolBioMat, BioMed, NanoMat)o łącznej wartości ponad 700 mln zł.